# 南鄧恩 (北達科他州)
南鄧恩（英語：South Dunn）是位於美國北達科他州鄧恩縣的一個未組織地區。

## 地方資料
南鄧恩的面積為1280.60平方千米，當中陸地面積為1276.93平方千米，而水域面積為3.67平方千米。根據2010年美國人口普查的數據，當地共有人口690人，而人口密度為每平方千米0.54人。